# Clare Grey
Pour les articles homonymes, voir Grey.
Clare Philomena Grey est professeure au département de chimie de l'Université de Cambridge et membre du Pembroke College, Cambridge. Elle utilise la spectroscopie par résonance magnétique nucléaire pour étudier et optimiser les batteries.

## Éducation
Grey obtient un baccalauréat ès arts en 1987, suivi d'un doctorat en philosophie en chimie en 1991, tous deux de l'Université d'Oxford. Sa thèse de doctorat, sous la direction d'Anthony Cheetham (en), utilise la spectroscopie par résonance magnétique nucléaire (RMN) et la rotation à angle magique (MAS) pour étudier les pyrochlores de terres rares.

## Carrière et recherche
Après ses études supérieures, elle occupe un poste de recherche postdoctorale à l'Université de Nimègue. De 1992 à 1993, elle travaille comme chercheuse invitée chez DuPont. En 1994, elle est nommée professeure à l'Université d'État de New York à Stony Brook et devient professeure titulaire en 2001 . En 2009, elle est professeur à la chaire "Geoffrey Moorhouse Gibson" en chimie des matériaux à l'Université de Cambridge.
De 2009 à 2010, elle est directrice du Northeastern Chemical Energy Storage Center et directrice associée de 2011 à 2014. Elle est actuellement directrice du Centre EPSRC pour les matériaux avancés pour les systèmes intégrés.
Elle est pionnière de l'application de la Résonance magnétique nucléaire pour étudier et améliorer les performances des batteries, en particulier les batteries lithium-ion. Elle apporte également une contribution majeure au développement des batteries lithium-air.
Grey est cofondatrice de Nyobolt, une société spécialisée dans les batteries à base de niobium.
Elle est élue membre de la Royal Society (FRS) en 2011 et reçoit le prix Günther Laukien en 2013  suivi de la médaille Davy en 2014 pour " d' autres applications pionnières de la résonance magnétique nucléaire à l'état solide aux matériaux pertinents à l'énergie et à l'environnement" .
Elle est nommée Dame Commandeur de l'Ordre de l'Empire britannique (DBE) dans les honneurs d'anniversaire de 2022 pour ses services à la science.
Elle reçoit le Prix John B. Goodenough de la Société royale de chimie en 2019, la Médaille Hughes de la Royal Society en 2020 et le Prix scientifique européen Körber en 2021 